# Белогорский (хутор, Башкортостан)
Белого́рский (баш. Белогорский) — хутор в Бишкаинском сельсовете Аургазинского района Республики Башкортостан России.

## География
Расстояние до:
- районного центра (Толбазы): 23 км,
- центра сельсовета (Бишкаин): 3 км,
- ближайшей железнодорожной станции (Белое Озеро): 7 км.

## Население
| 2002 | 2009 | 2010 |
| ---- | ---- | ---- |
| 12   | ↘10  | ↘6   |

Национальный состав
Согласно переписи 2002 года, преобладающая национальность — чуваши (100 %).